# Double Star
Double Star – pierwsza wspólna misja Europejskiej Agencji Kosmicznej oraz Chińskiej Narodowej Agencji Kosmicznej, której celem było badanie przy użyciu dwóch chińskich satelitów Tan Ce (pol. badacz) magnetosfery Ziemi (w tym jej ogona magnetycznego) oraz wpływu oddziaływania Słońca na naszą planetę.

## Przebieg i opis misji
Pierwszy z satelitów, Tan Ce 1 (w skrócie TC-1), został wyniesiony na orbitę 29 grudnia 2003 roku o godzinie 19:06 czasu uniwersalnego. Drugi obiekt – TC-2 – dołączył 25 lipca 2004 roku o godzinie 7:05 czasu uniwersalnego. Do wyniesienia satelitów na orbitę użyto rakiet Długi Marsz 2C.
TC-2 okrąża Ziemię po mocno wydłużonej orbicie polarnej, TC-1 zaś poruszał się po również mocno wydłużonej orbicie zbliżonej do równikowej. Konfiguracja taka umożliwiała uzyskanie danych dotyczących ziemskiego pola magnetycznego oraz cząstek naładowanych z dwóch różnych, wzajemnie się uzupełniających, miejsc jednocześnie.
Misja Double Star nieprzypadkowo zbiegła się w czasie z innym, tym razem samodzielnym, przedsięwzięciem ESA – misją Cluster, w ramach której cztery satelity również zajmują się badaniem magnetosfery. Siedem instrumentów sond Tan Ce było identycznych jak te działające w satelitach Cluster. Razem tworzyły mini-konstelację 6 satelitów, prowadzących badania jednocześnie, co umożliwiało zmaksymalizowanie czasu badania interesujących naukowo obszarów magnetosfery z kilku różnych odległości od Ziemi naraz i pozwoliło stworzyć trójwymiarowy model magnetosfery.
Początkowo zakładano, iż misja Double Star trwać będzie rok, jednak dwukrotnie była przedłużana i formalnie zakończyła się w październiku 2007 po tym, jak TC-1 wszedł w atmosferę ziemską i spłonął, co było konsekwencją przebiegu jego orbity. TC-2 i jego instrumenty działają do tej pory.